# Szwecja na Letnich Igrzyskach Olimpijskich 1996
Szwecję na Letnich Igrzyskach Olimpijskich 1996 reprezentowało 177 zawodników: 111 mężczyzn i 66 kobiet. Był to 22 start reprezentacji Szwecji na letnich igrzyskach olimpijskich.

## Zdobyte medale
| Medal  | Zawodnik | Dyscyplina    | Konkurencja                                 | Rezultat                                                                 |
| ------ | --- | ------------- | ------------------------------------------- | ------------------------------------------------------------------------ |
| Złoto  | Agneta Andersson, Susanne Wiberg-Gunnarsson | Kajakarstwo   | K-2 500 m kobiet                            | 1:39,32 min                                                              |
| Złoto  | Ludmiła Narozhilenko-Engquist | Lekkoatletyka | 100 m przez płotki kobiet                   | 12,58 s                                                                  |
| Srebro | Magnus Petersson | Łucznictwo    | mężczyźni indywidualnie                     | w finale przegrał z Amerykaninem Justinem Husinem 107:112                |
| Srebro | Tomas Svensson, Martin Frändesjö, Mats Olsson, Robert Hedin, Magnus Wislander, Tomas Sivertsson, Ola Lindgren, Per Carlén, Erik Hajas, Johan Pettersson, Stefan Lövgren, Robert Andersson, Pierre Thorsson, Staffan Olsson, Magnus Andersson, Andreas Larsson | Piłka ręczna  | turniej mężczyzn                            | w finale ulegli drużynie Chorwacji 26:27                                 |
| Srebro | Christer Wallin, Anders Holmertz, Lars Frölander, Anders Lyrbring | Pływanie      | sztafeta 4 x 200 m stylem dowolnym mężczyzn | 7:17,56 min                                                              |
| Srebro | Hans Wallén, Bobby Lohse | Żeglarstwo    | klasa Star                                  | 29 pkt                                                                   |
| Brąz   | Agneta Andersson, Ingela Ericsson, Anna Olsson, Susanne Rosenqvist | Kajakarstwo   | K-4 500 m kobiet                            | 1:32,91 min                                                              |
| Brąz   | Mikael Ljungberg | Zapasy        | styl klasyczny waga do 100 kg mężczyzn      | w walce o brązowy medal pokonał Rosjanina Tejmuraza Ediszeraszwilego 3:0 |

## Skład kadry

### Badminton
Kobiety
- Margit Borg – gra pojedyncza - 9. miejsce,
- Christine Magnusson – gra pojedyncza - 17. miejsce,
- Catrine Bengtsson – gra pojedyncza - 33. miejsce,
- Margit Borg, Maria Bengtsson – gra podwójna - 17. miejsce,

Mężczyźni
- Jens Olsson – gra pojedyncza - 9. miejsce,
- Tomas Johansson – gra pojedyncza - 17. miejsce,
- Pär-Gunnar Jönsson, Peter Axelsson – gra podwójna - 17. miejsce,

Miksty
- Astrid Crabo, Jan-Eric Antonsson – 9. miejsce,
- Catrine Bengtsson, Peter Axelsson - 9. miejsce,

### Boks
Mężczyźni
- Stefan Ström waga papierowa do 48 kg - 17. miejsce,
- John Hamed Larbi waga kogucia do 54 kg - 17. miejsce,
- Roger Pettersson waga lekkośrednia do 71 kg - 9. miejsce,
- Ismael Koné waga półciężka do 81 kg - 9. miejsce,
- Kwamena Turkson waga ciężka do 91 kg - 9. miejsce,
- Attila Levin waga superciężka powyżej 91 kg - 5. miejsce,

### Judo
Kobiety
- Ursula Myrén – waga do 56 kg - 20. miejsce,

### Jeździectwo
- Louise Nathhorst – ujeżdżenie indywidualnie - 10. miejsce,
- Annette Solmell – ujeżdżenie indywidualnie - 19. miejsce,
- Ulla Håkansson – ujeżdżenie indywidualnie - 20. miejsce,
- Tinne Wilhelmsson-Silfvén – ujeżdżenie indywidualnie - 37. miejsce,
- Louise Nathhorst, Annette Solmell, Ulla Håkansson, Tinne Wilhelmsson-Silfvén - ujeżdżenie drużynowo - 5. miejsce,
- Peter Eriksson – skoki przez przeszkody indywidualnie - 16. miejsce,
- Maria Gretzer – skoki przez przeszkody indywidualnie - 45. miejsce,
- Rolf-Göran Bengtsson – skoki przez przeszkody indywidualnie - 46. miejsce,
- Malin Baryard – skoki przez przeszkody indywidualnie - 48. miejsce,
- Peter Eriksson, Maria Gretzer, Rolf-Göran Bengtsson, Malin Baryard - skoki przez przeszkody drużynowo - 10. miejsce,
- Fredrik Jönsson – WKKW indywidualnie - . miejsce,
- Linda Algotsson, Paula Törnqvist, Therese Olausson, Dag Albert – WKKW drużynowo - 7. miejsce,

### Kajakarstwo
Kobiety
- Susanne Wiberg-Gunnarsson – K-1 500 m - 5. miejsce,
- Agneta Andersson, Susanne Wiberg-Gunnarsson - K-2 500 m - 1. miejsce,
- Agneta Andersson, Ingela Ericsson, Anna Olsson, Susanne Rosenqvist – K-4 500 m - 3. miejsce,

Mężczyźni
- Tom Krantz

K-1 500 m - odpadł w repesażach,
K-1 1000 m - odpadł w repesażach,
- Markus Oscarsson, Staffan Malmsten

K-2 500 m - odpadli w półfinale,
K-2 1000 m - 8. miejsce,
- Paw Madsen, Mattias Oscarsson, Henrik Nilsson, Jonas Fager – K-4 1000 m - 6. miejsce,

### Kolarstwo
Kobiety
- Susanne Ljungskog – kolarstwo szosowe - wyścig ze startu wspólnego - 25. miejsce,

Mężczyźni
- Michel Lafis – kolarstwo szosowe - wyścig ze startu wspólnego - 34. miejsce,
- Glenn Magnusson – kolarstwo szosowe - wyścig ze startu wspólnego - 35. miejsce,
- Markus Andersson – kolarstwo szosowe - wyścig ze startu wspólnego - 55. miejsce,
- Michael Andersson

kolarstwo szosowe - wyścig ze startu wspólnego - nie ukończył wyścigu,
kolaratwo szosowe - jazda indywidualna na czas - nie ukończył wyścigu,
- Jan Karlsson – kolaratwo szosowe - jazda indywidualna na czas - 18. miejsce,
- Roger Persson – kolarstwo górskie - cross country - 21. miejsce,

### Lekkoatletyka
Kobiety
- Malin Ewerlöf – bieg na 800 m – odpadła w eliminacjach,
- Malin Ewerlöf – bieg na 1500 m – odpadła w półfinale,
- Sara Wedlund – bieg na 5000 m – 11. miejsce,
- Ludmiła Narozhilenko-Engquist – bieg na 100 m przez płotki – 1. miejsce,
- Kajsa Bergqvist – skok wzwyż – 15. miejsce,

Mężczyźni
- Peter Karlsson – bieg na 100 m – odpadł w ćwierćfinale,
- Torbjörn Eriksson

bieg na 100 m - odpadł w eliminacjach,
bieg na 200 m – odpadł w ćwierćfinale,
- Patrik Strenius – bieg na 100 m - odpadł w eliminacjach,
- Lars Hedner – bieg na 100 m - odpadł w eliminacjach,
- Anders Szalkai – maraton – 64. miejsce,
- Claes Albihn – bieg na 110 m przez płotki – odpadł w eliminacjach,
- Sven Nylander – bieg na 400 m przez płotki – 4. miejsce,
- Peter Karlsson, Torbjörn Mårtensson, Lars Hedner, Patrik Strenius, Torbjörn Eriksson[7] - sztafeta 4 × 100 m – 5. miejsce,
- Jan Staaf – chód na 20 km – 30. miejsce,
- Mattias Sunneborn – skok w dal – 8. miejsce,
- Kent Larsson – pchnięcie kulą – 17. miejsce,
- Tore Gustafsson – rzut młotem – 30. miejsce,

### Łucznictwo
Kobiety
- Jenny Sjöwall – indywidualnie - 26. miejsce
- Christa Bäckman – indywidualnie - 35. miejsce
- Kristina Persson-Nordlander – indywidualnie - 43. miejsce,
- Christa Bäckman, Kristina Persson-Nordlander, Jenny Sjöwall - drużynowo - 7. miejsce,

Mężczyźni
- Magnus Petersson – indywidualnie - 2. miejsce
- Mikael Larsson – indywidualnie - 21. miejsce,
- Göran Bjerendal – indywidualnie - 34. miejsce,
- Göran Bjerendal, Mikael Larsson, Magnus Petersson - drużynowo - 6. miejsce,

### Pięciobój nowoczesny
Mężczyźni
- Per-Olov Danielsson – indywidualnie - 10. miejsce,

### Piłka nożna
Kobiety
- Annelie Nilsson, Cecilia Sandell, Åsa Jakobsson, Annika Nessvold, Kristin Bengtsson, Anna Pohjanen, Pia Sundhage, Malin Swedberg, Malin Andersson, Ulrika Kalte, Lena Videkull, Ulrika Karlsson, Camilla Svensson, Maria Kun, Julia Carlsson, Hanna Ljungberg – 6. miejsce,

### Piłka ręczna
Mężczyźni
- Tomas Svensson, Martin Frändesjö, Mats Olsson, Robert Hedin, Magnus Wislander, Tomas Sivertsson, Ola Lindgren, Per Carlén, Erik Hajas, Johan Pettersson, Stefan Lövgren, Robert Andersson, Pierre Thorsson, Staffan Olsson, Magnus Andersson, Andreas Larsson – 2. miejsce,

### Pływanie
Kobiety
- Linda Olofsson

50 m stylem dowolnym – 6. miejsce,
100 m stylem dowolnym – 10. miejsce,
- Louise Jöhncke – 200 m stylem dowolnym – 11. miejsce,
- Malin Nilsson – 200 m stylem dowolnym - 24. miejsce,
- Therese Alshammar – 100 m stylem grzbietowym – 16. miejsce,
- Hanna Jaltner – 100 m stylem klasycznym – 16. miejsce,
- Maria Östling

100 m stylem klasycznym - 23. miejsce,
200 m stylem klasycznym – 21. miejsce,
- Lena Eriksson – 100 m stylem motylkowym – 9. miejsce,
- Louise Karlsson – 200 m stylem zmiennym – 8. miejsce,
- Linda Olofsson, Louise Jöhncke, Louise Karlsson, Johanna Sjöberg – sztafeta pływacka 4 × 100 m stylem dowolnym – 5. miejsce,
- Louise Jöhncke, Josefin Lillhage, Åsa Sandlund, Johanna Sjöberg - sztafeta pływacka 4 × 200 m stylem dowolnym – 9. miejsce,
- Therese Alshammar, Hanna Jaltner, Louise Jöhncke, Johanna Sjöberg - sztafeta 4 × 100 m stylem zmiennym – 10. miejsce,

Mężczyźni
- Pär Lindström – 50 m stylem dowolnym - 33. miejsce,
- Lars Frölander

100 m stylem dowolnym - 17. miejsce,
100 m stylem motylkowym - 19. miejsce,
- Anders Holmertz

200 m stylem dowolnym – 5. miejsce,
400 m stylem dowolnym – 5. miejsce,
- Lars Frölander, Fredrik Letzler, Anders Holmertz, Christer Wallin, Johan Wallberg[8] - sztafeta 4 × 100 m stylem dowolnym - 7. miejsce,
- Christer Wallin, Anders Holmertz, Lars Frölander, Anders Lyrbring – sztafeta 4 × 200 m stylem dowolnym - 2. miejsce,

### Podnoszenie ciężarów
Mężczyźni
- André Aldenhov – waga do 70 kg - 21. miejsce,
- Anders Bergström – waga powyżej 108 kg - 12. miejsce,

### Siatkówka plażowa
Mężczyźni
- Tom Englén, Fredrik Peterson – 17. miejsce,

### Skoki do wody
Kobiety
- Anna Lindberg – trampolina 3 m - 8. miejsce,

Mężczyźni
- Jimmy Sjödin

tramolina 3 m - 20. miejsce,
wieża 10 m - 14. miejsce,
- Joakim Andersson – trampolina 3 m - 22. miejsce,

### Strzelectwo
Mężczyźni
- Lennart Andersson

pistolet pneumatyczny - 23. miejsce,
pistolet dowolny - 42. miejsce,
- Ragnar Skanåker

pistolet pneumatyczny - 26. miejsce,
pistolet dowolny - 25. miejsce,
- Peter Gabrielsson

karabin małokalibrowy trzy pozycje 50 m - 22. miejsce,
karabin małokalibrowy leżąc 50 m - 42. miejsce,

### Szermierka
Kobiety
- Helena Elinder – szpada indywidualnie - 31. miejsce,

Mężczyźni
- Péter Vánky – szpada indywidualnie - 17. miejsce,

### Tenis stołowy
Kobiety
- Marie Svensson – gra pojedyncza - 17. miejsce,
- Åsa Svensson – gra pojedyncza - 33. miejsce,
- Åsa Svensson, Pernilla Pettersson – gra podwójna - 17. miejsce,

Mężczyźni
- Jan-Ove Waldner – gra pojedyncza - 9. miejsce,
- Jörgen Persson – gra pojedyncza - 17. miejsce,
- Peter Karlsson – gra pojedyncza - 17. miejsce,
- Jan-Ove Waldner, Jörgen Persson - gra podwójna - 5. miejsce,
- Peter Karlsson, Thomas von Scheele – gra podwójna - 17. miejsce,

### Tenis ziemny
Mężczyźni
- Thomas Enqvist – gra pojedyncza - 9. miejsce,
- Magnus Gustafsson – gra pojedyncza - 17. miejsce,
- Jonas Björkman – gra pojedyncza - 33. miejsce,
- Jonas Björkman, Nicklas Kulti – gra podwójna - 17. miejsce,

### Wioślarstwo
Kobiety
- Maria Brandin – jedynka - 4. miejsce,
- Monika Knejp, Kristina Knejp – dwójka podwójna wagi lekkiej - 12. miejsce,

Mężczyźni
- Mattias Tichy, Anders Christensson – dwójka podwójna wagi lekkiej - 6. miejsce,
- Johan Flodin, Pontus Ek, Fredrik Hultén, Henrik Nilsson – czwórka podwójna - 6. miejsce,

### Zapasy
Mężczyźni
- Usama Aziz – styl klasyczny waga do 62 kg - 14. miejsce,
- Anders Magnusson – styl klasyczny waga do 68 kg - 17. miejsce,
- Thorbjörn Kornbakk – styl klasyczny waga do 74 kg - 10. miejsce,
- Martin Lidberg – styl klasyczny waga do 82 kg - 6. miejsce,
- Mikael Ljungberg – styl klasyczny waga do 100 kg - 3. miejsce,
- Tomas Johansson – styl klasyczny waga do 130 kg - 7. miejsce,
- Fariborz Besarati – styl wolny waga do 48 kg - 14. miejsce,

### Żeglarstwo
- Malin Milbourn – klasa Europa – 9. miejsce,
- Lena Carlsson, Boel Bengtsson, - klasa 470 kobiet - 14. miejsce,
- Fredrik Palm – windsyrfing mężczyźni - 19. miejsce,
- Fredrik Lööf – klasa Finn – 5. miejsce,
- Marcus Westerlind, Henrik Wallin – klasa 470 mężczyźni - 18. miejsce,
- John Harrysson – klasa Laser – 6. miejsce,
- Mats Nyberg, Magnus Lövdén – klasa Tornado – 16. miejsce,
- Hans Wallén, Bobby Lohse – klasa Star – 2. miejsce,
- Magnus Holmberg, Björn Alm, Johan Barne – klasa Soling – 13. miejsce,